# Manual de Política da Qualidade
O Manual de Política da Qualidade, em administração, tem por objetivo principal firmar os compromissos da empresa com a garantia da qualidade perante seus clientes, ou seja, demonstrar suas verdadeiras intenções e as diretrizes globais da organização, relativas à qualidade, formalmente expressas pela alta direção, com relação aos seus produtos e serviços.

## Estrutura
A título de exemplo apresentamos a seguir a estrutura básica de um Manual da Política da Qualidade:
- Apresentação
- Política da Qualidade
- Objetivo
- Definições
- Dimensões abrangidas
- Estrutura Organizacional
- Acções correctivas
- Matriz de responsabilidade

## Diretrizes do Sistema da Qualidade
Dividida em:
- Controle e Registro da Documentação
- Inspeções e Ensaios
- Ações Corretivas e Preventivas
- Auditorias Internas da Qualidade
- Declaração de Conformidade

Dentro do item, Diretrizes do Sistema da Qualidade podem ser apresentados, em linhas gerais, comentários sobre: análise crítica dos contratos, controle de projetos, aquisição de materiais, controle de equipamentos, controle de produtos não-conforme, treinamento, assistência técnica, entre outros.